# Каргугу, Мусса
Мусса Каргугу (фр. Moussa Kargougou; 15 октября 1926, Французская Верхняя Вольта — 17 августа 1997) — государственный  деятель Верхней Вольты, министр иностранных дел (1977—1980).

## Биография
Работал учителем в школе École Normale William Ponty в Дакаре, вступил в ряды Африканского демократическоего объединения.
- 1958—1963 гг. — занимал ряд министерских постов, в том числе в 1958 г. — министра образования и культуры, но был отправлен в отставку,
- 1977—1980 гг. — министр иностранных дел Верхней Вольты.